# Gornji Dejan
Gornji Dejan (en serbe cyrillique : Горњи Дејан) est un village de Serbie situé dans la municipalité de Vlasotince, district de Jablanica. Au recensement de 2011, il comptait 97 habitants.

## Démographie
| 1948 | 1953 | 1961 | 1971 | 1981 | 1991 | 2002 | 2011 |
| ---- | ---- | ---- | ---- | ---- | ---- | ---- | ---- |
| 840  | 822  | 865  | 593  | 441  | 293  | 205  | 97   |

|  |